# عين متكيفة مع الظلام
عين متكيفة مع الظلام (1986) هي رواية إثارة نفسية بقلم روث ريندل، مكتوبة تحت الاسم المستعار باربرا فاين. فازت الرواية بجائزة إدغار الأمريكية. وحولت إلى فيلم تلفزيوني يحمل نفس الاسم في عام 1994 من قبل بي بي سي.

## الحبكة
تدور أحداث القصة إلى حد كبير خلال الحرب العالمية الثانية، وترويها فيث سيفيرن، التي تروي، بناءً على طلب كاتبة جرائم حقيقية، ذكرياتها عن عمتها، فيرا هيليارد، البدائية، شديدة الحساسية، والمتغطرسة. تتمحور حياة فيرا في البداية حول أختها الصغرى الجميلة إيدن، حتى مع استبعاد ابنها فرانسيس الذي كانت علاقتها به سيئة. في وقت لاحق، تربي فيرا ابنًا ثانيًا، جيمي، ولد أثناء الحرب ومن المفترض أن يكون والده من زوج فيرا الجندي، على الرغم من أن توقيت ولادته يثير تساؤلات.
تصبح فيرا مكرسة بشدة لجيمي، بينما يتزوج إيدن من سليل عائلة ثرية. عندما لا تتمكن إيدن من إنجاب أطفال مع زوجها، تبدأ في المطالبة بحضانة جيمي، الذي تدعي أن فيرا تربيته بشكل سيء. ما يثير حيرة وصدمة بقية أفراد الأسرة، أن معركة الحضانة تتصاعد إلى مستويات عنيفة، مما يؤدي إلى مأساة وسلسلة من الاكتشافات المزعجة.

## فيلم
عرض الفيلم على هيئة الإذاعة البريطانية (بي بي سي) في عام 1994. قام ببطولته سيليا إمري في دور فيرا، وصوفي وارد في دور إيدن، وهيلينا بونهام كارتر في دور فيث.

## العنوان
يشير العنوان إلى العين التي تكيفت مع الظلام حتى تتمكن من تمييز الأشياء. وفي سياق الرواية يشير العنوان إلى قدرة فيث، بعد سنوات عديدة، على دراسة وتحليل تاريخ عائلتها ومأساتها.
يتضمن الكتاب موضوعات كانت شائعة في أعمال الروائية، منها الولادات غير الشرعية والإجهاض. ورفضت الكشف عن تفاصيل حياتها الشخصية، لكنها اعترفت بأن إحدى الحوادث التي وردت في الكتاب كانت مبنية على قصة سمعتها في طفولتها.